# Donja Šumetlica
Donja Šumetlica – wieś w Chorwacji, w żupanii pożedzko-slawońskiej, w mieście Pakrac. W 2011 roku liczyła 6 mieszkańców.